# Asota semifusca
Asota semifusca är en fjärilsart som beskrevs av Butler 1887. Asota semifusca ingår i släktet Asota och familjen nattflyn. Inga underarter finns listade i Catalogue of Life.